# Sobre el turó negre
Sobre el turó negre (títol original en anglès, On the Black Hill) és una pel·lícula del 1987 dirigida per Andrew Grieve, basada en la novel·la homònima de Bruce Chatwin. Ha estat doblada al català.
Tot i que Bruce Chatwin inicialment va considerar que la seva novel·la sobre 80 anys de vida familiar rural al país fronterer de Gal·les no era impossible de filmar, va canviar d'opinió quan va veure com d'entusiasta era el director Andrew Grieve per fer-la i van anar junts a veure alguns dels llocs i conèixer algunes de les persones en les quals Chatwin s'havia inspirat Chatwin li va dir a Grieve que utilitzés el llibre per a la seva pel·lícula i el fes seu.

## Argument
On the Black Hill comença als darrers anys del segle XIX amb el casament de l'agressor i purità agricultor gal·lès Amos Jones (Bob Peck) amb la seva superior social, la filla del vicari Mary Latimer (Gemma Jones) després de la mort del seu pare (Mark Dignam) la seva herència i les seves connexions socials els permet llogar una granja vacant, 'The Vision', una situació que és motiu de ressentiment en la seva relació, juntament amb un feu fronterer amb Watkins. un veí maliciós, que els bessons Lewis (Robert Gwilym) i Benjamin (Mike Gwilym) creixen entre guerres, romanç i separació, segueixen cultivant a 'The Vision' vuitanta anys després.

## Repartiment
- Bob Peck com Amos Jones
- Gemma Jones com a Mary Jones (de soltera Latimer)
- Mike Gwilym com a Benjamin Jones
- Robert Gwilym com a Lewis Jones
- Nicola Beddoe com a Rosie
- Patrick Godfrey com el subhastador
- Catherine Schell com a Lotte Zons
- Benjamin Whitrow com a Arkwright
- Eric Wyn com a Tom Watkins

## Producció
Bob Peck, com l'Amos Jones, descarat i d'ulls salvatges, domina les primeres escenes, tot i que Gemma Jones com la seva dona Mary, amb una minuciositat típica, Peck es va submergir en el paper, aprenent a muntar, llaurar i arrencar bardisses.
Tot i que la pel·lícula es va fer amb un pressupost ajustat, el director va tenir temps per buscar ubicacions adequades a la zona "Vam passar molt més temps investigant les ubicacions del que faríem habitualment i va ser la qualitat del paisatge i el descobriment de la masia perfecta. a Llanfihangel Nant Brân a prop de Sennybridge, que va ser fonamental per al seu èxit", va dir Grieve en una projecció de la pel·lícula al Borderlines Film Festival in 2006.
De fet, per a la pel·lícula es van utilitzar ubicacions al llarg de les fronteres gal·leses, en particular Black Mountains, Hay-on-Wye i Crickhowell, accessoris i mobles per a la pel·lícula es van agafar en préstec a persones i cases de la zona i fins i tot els WI locals van ser utilitzats per teixir peces de vestir adequades a l'època Grieve es va criar al centre de Gal·les i, per tant, la seva comprensió de la regió i la seva gent va ser crucial per a l'atmosfera de la pel·lícula.

## Premis
Fou guardonada amb la Conquilla d'Or al Festival Internacional de Cinema de Sant Sebastià 1988.